# Chordine
Chordine est une protéine produite dans l'organisateur de Spemann chez le Xénope et qui contribue à la dorsalisation du mésoderme et à l'induction neurale en s'opposant aux actions des protéines BMP. Chordine interagit avec BMP dans l'espace intercellulaire et l'empêche d'accéder à son récepteur.
Le gène homologue chez la drosophile, appelé Sog, est, lui, exprimé ventralement ce qui explique l'inversion de l'axe de polarité dorso-ventral entre les Protostomiens et les Cordés.